# Might and Magic Book One: The Secret of the Inner Sanctum
Might and Magic Book One: The Secret of the Inner Sanctum («Меч і магія: Таємниця внутрішнього святилища») — відеогра в жанрі RPG 1986 року. Перша гра в серії Might and Magic. Була випущена компанією New World Computing, при цьому над нею працювала одна людина — Джон Ван Кенеґем.
Спочатку вийшла на Apple II, але потім перевидавалася для багатьох інших платформ.

## Ігровий процес

Ігровий процес на Apple II

Загін шукачів пригод під управлінням гравця переміщується по зображених у псевдо 3D лісах, полях, підземеллях, населених монстрами. При зіткненні з групою монстрів, включається режим бою, сам бій відбувається окремо від картки пригод. Використання магії виглядає як введення з клавіатури рівня і номера заклинання. Персонажі можуть носити на собі і в рюкзаку різноманітні предмети, такі як обладунки, зброю.
Перемагаючи ворогів в боях, а також виконуючи різні завдання (квести), герої отримують очки досвіду, відповідно до яких ростуть в рівнях, що збільшує їхні характеристики. Отримання рівнів вимагає також і грошей та тренування в спеціальних місцях. Отримати досвід можуть тільки ті персонажі, які вижили після бою. Мертвих можна оживити спеціальною магією.
Збереження гри відбувається в готелях. Періодично зустрічаються загадки і шаради, відповіді до яких потрібно вводити на клавіатурі.
Персонажі створюються з випадковими характеристиками і випадковим переліком доступних класів. Пропонується вибрати клас героя, расу, стать, світогляд та ім'я. Початково всі вони мають вік 18 років, кожен новий рівень додає ще один рік. Всього в команді може бути до 6 персонажів.
Основні параметри персонажів: інтелект, міць (сила), мана, витривалість, швидкість, точність, удача.
Класи персонажів: Лицар, Паладин, Лучник, Священик, Чаклун, Злодій.
Раси персонажів:
- Людина (не змінює характеристики)
- Напіворк (інтелект −1, міць +1, особистість −1, витривалість +1, удача −1)
- Ельф (інтелект +1, міць −1, витривалість −1, точність +1)
- Гном (швидкість −1, точність −1, удача +2)
- Карлик (інтелект −1, витривалість +1, швидкість −1, удача +1)

Світогляд персонажів: Добрий, Нейтральний, Злий
Ресурси: Коштовні камені, Золото, Їжа

## Сюжет
Події розгортаються у світі під назвою ВАРН (VARN, Vehicular Astropod Research Nacelle), створеному загадковими Древніми, який має материки, моря, печери і Астральний план. ВАРН являє собою фентезійний, умовно середньовічний світ, в якому, однак, є елементи наукової фантастики. Сюжет обертається навколо шістьох шукачів пригод, які прагнуть розгадати таємницю Внутрішнього Святилища.
При спробі відкрити Святилище, герої знаходять інформацію про таємничу особу на ім'я Корак, який був посланий Древніми полонити колишнього охоронця світу, тепер лиходія Шелтема, але той втік. Вони викривають Шелтема, який маскувався під вбитого ним короля Аламара, і зривають його злодійські плани. Наприкінці гри герої проходять через «ворота в інший світ» КРОН (CRON), не знаючи, що Шелтем вирушив туди само.